# Cassin Young

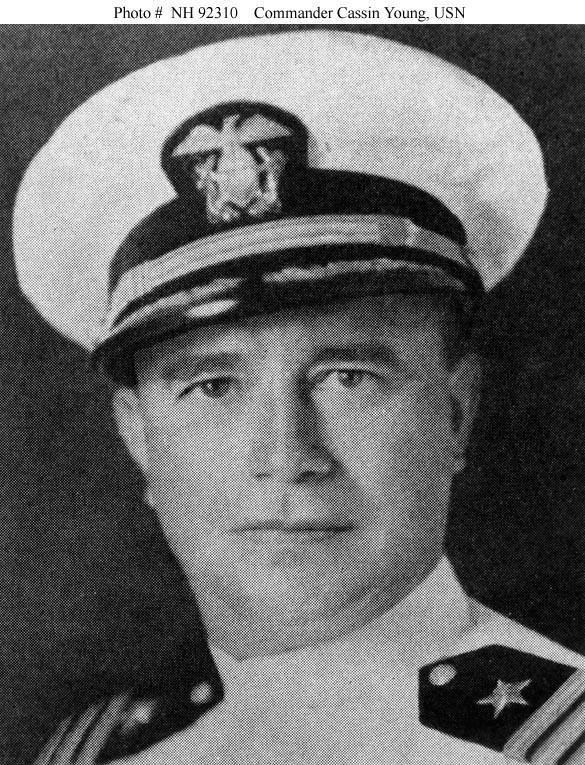
Cassin Young

Cassin Young (* 6. März 1894 in Washington, D.C.; † 13. November 1942 bei den Salomon-Inseln, Pazifik) war ein US-amerikanischer Offizier und Kommandant mehrerer Schiffe der United States Navy. Er erreichte den Rang eines Captain und wurde während seiner Dienstzeit mit der Medal of Honor und dem Navy Cross ausgezeichnet.

## Leben
Young musterte im Juni 1916 von der Marineakademie der Vereinigten Staaten in Annapolis aus und erhielt bis 1919 eine Verwendung auf dem Schlachtschiff Connecticut.
Anschließend wurde er für einige Jahre zur U-Boot-Waffe versetzt und kommandierte dabei die R-23 und R-2. Mitte bis Ende der 1920er Jahre war er im Führungsstab für Marinekommunikation der U.S. Schlachtflotte der U-Boot-Waffe und in der Marineakademie eingesetzt.
Von 1931 bis 1933 war er auf dem Schlachtschiff New York eingesetzt und war anschließend Kommandant des Zerstörers Evans. 1935 bis 1937 diente er beim 11. Marinedistrikt und wurde Kommandeur der 7. U-Boot-Division in Connecticut.
Zu Beginn des Zweiten Weltkrieges war er im Range eines Commanders (dt. Fregattenkapitän), kommandierender Offizier des Werkstattschiffes USS Vestal, einem von drei Schiffen dieser Verwendung der Pazifikflotte in Pearl Harbor.
Am 7. Dezember 1941 kam es zu einem japanischen Überraschungsangriff auf die im Hafen liegende Flotte. Die Vestal lag dabei direkt neben dem Schlachtschiff Arizona, wurde schwer getroffen und erlitt Schlagseite. Young leitete sofort Abwehrmaßnahmen ein und bemannte persönlich eine der Fliegerabwehrkanonen der Vestal. Die Arizona erhielt schließlich einen direkten Bombentreffer in die vorderen Hauptmunitionskammern, die das Schiff in einer gewaltigen Explosion versenkte.
Durch die Detonation wurde auch die Vestal stark beschädigt und Commander Young über Bord geschleudert. Um sein Schiff zu retten, schwamm er durch das brennende Öl zurück an Deck und steuerte die ebenfalls brennende Vestal in seichtes Gewässer, wo er sie stranden ließ und somit vor der Versenkung bewahrte. Für diesen Einsatz wurde er mit der Medal of Honor, der höchsten Tapferkeitsauszeichnung der US-Streitkräfte geehrt. Die Auszeichnung wurde ihm von Chester W. Nimitz überreicht, dem Oberkommandierenden der alliierten Marine im Pazifikkrieg.
Im Februar 1942 wurde er zum Captain befördert und mit dem Kommando des schweren Kreuzers San Francisco betraut. Die San Francisco wurde anschließend als Flaggschiff der Task Force 64 an der Schlacht von Cape Esperance eingesetzt, wo sie an der Versenkung des japanischen schweren Kreuzers Furutaka beteiligt war.
Bei der anschließenden Seeschlacht von Guadalcanal am 13. November 1942, kam es frühmorgens zu einem unübersichtlichen Gefecht auf kurze Distanz mit einem japanischen Konvoi. Dabei fiel Cassin Young durch Treffer des japanischen Schlachtschiffes Hiei auf der Schiffsbrücke. Neben Young fielen auch die meisten anderen Führungsoffizieren auf der Brücke, darunter Admiral Daniel J. Callaghan, Kommandeur der Task Group 67.4, zu der die USS San Francisco gehörte.
Er wurde posthum mit dem Navy Cross, der höchsten Marineauszeichnung der USA geehrt, während die San Francisco mit der Presidential Unit Citation ausgezeichnet wurde.

## Gedenken
Am Friedhof von Mount Pleasant, South Carolina, wurde eine Gedenkplatte errichtet, zudem stellte die Navy 1943 den nach ihm benannten Zerstörer Cassin Young in Dienst.